# Babahangin
Babahangin är ett berg i Indonesien.   Det ligger i provinsen Aceh, i den västra delen av landet, 1 600 km nordväst om huvudstaden Jakarta. Toppen på Babahangin är 1 604 meter över havet.
Terrängen runt Babahangin är kuperad. Runt Babahangin är det mycket glesbefolkat, med 5 invånare per kvadratkilometer. I omgivningarna runt Babahangin växer i huvudsak städsegrön lövskog.